# Belges (nationalité)
Pour les articles homonymes, voir Belge.
Cet article concerne les citoyens et les natifs du royaume de Belgique. Pour le peuple de l'Antiquité, voir Belges.
Les Belges (néerlandais : Belgen, allemand : Belgier) sont les citoyens, définis par le droit belge et le droit international, du royaume de Belgique, État fédéral d'Europe de l'Ouest, qu'ils en soient natifs (nés dans le royaume), ou non (Belges nés à l'étranger). Linguistiquement, ils peuvent être néerlandophones (cas des « Flamands »), francophones (cas des « Wallons ») ou germanophones.

## Ethnonymie
Dans l'Antiquité, les Belges étaient des peuples celto-germains, habitant la Gaule belgique, mais aussi le sud de la Bretagne insulaire. Cet ethnonyme semble provenir de l'indo-européen *bhelg signifiant « éminent ». À partir du XVIe siècle, les Pays-Bas ont été désignés par le nom latin « Belgica ».
Le nom latin a été ranimé en 1790 par l'éphémère États belgiques unis qui a été créé après la révolution contre la domination autrichienne qui a eu lieu en 1789. Puisqu'aucun adjectif équivalant à « belge » n'existait à l'époque, les Français utilisaient « Belgique » à la fois comme nom et adjectif : une dénomination empruntée du latin, qui était encore couramment utilisé à cette époque.
La révolution de 1830 a conduit à la création d'un pays indépendant sous un gouvernement provisoire et d'un congrès national,. Les Belges sont les descendants des peuples belges de l'Antiquité et des peuples germaniques tels que les Frisons, les Francs et les Saxons. Le nom « Belgique » a été adopté pour le pays, le mot étant dérivé de la province romaine de Gallia Belgica.
Le 4 octobre 1830, les huit provinces méridionales du royaume uni des Pays-Bas déclarent « l'indépendance du peuple belge, sauf les relations du Luxembourg avec la Confédération germanique. »

## Les relations entre les communautés linguistiques belges
Les Belges appartiennent en grande majorité à deux principaux groupes linguistiques : les néerlandophones (appelés communément Flamands) et les francophones (pour la plupart des Wallons). Un troisième groupe, les germanophones, est plus restreint mais reconnu par la constitution. Ces communautés linguistiques forment aussi des groupes politiques, parfois rivaux, et sont organisées en régions et en communautés définies par la constitution et composant une construction politique belge unique et complexe. Comme beaucoup de Belges sont au moins bilingues, voire trilingues, il est courant pour les réseaux professionnels, sociaux et familiaux d'inclure des membres des divers groupes linguistiques vivant en Belgique.
La Région de Bruxelles-Capitale occupe une position politique et culturelle spéciale puisque géographiquement et linguistiquement, elle est une enclave bilingue au sein de l'unilingue région Flamande. Depuis la fondation du Royaume de Belgique en 1830, la ville de Bruxelles est passée d'une ville entièrement néerlandophone à une ville multi-linguistique dont le Français constitue la langue principale et la langue véhiculaire, un processus qui a été nommé « Francisation de Bruxelles ».
Depuis l'indépendance de la Belgique en 1830, le titre constitutionnel du chef de l'État belge est le « roi des Belges » plutôt que le « roi de Belgique »,.

### Flamand (néerlandophone)

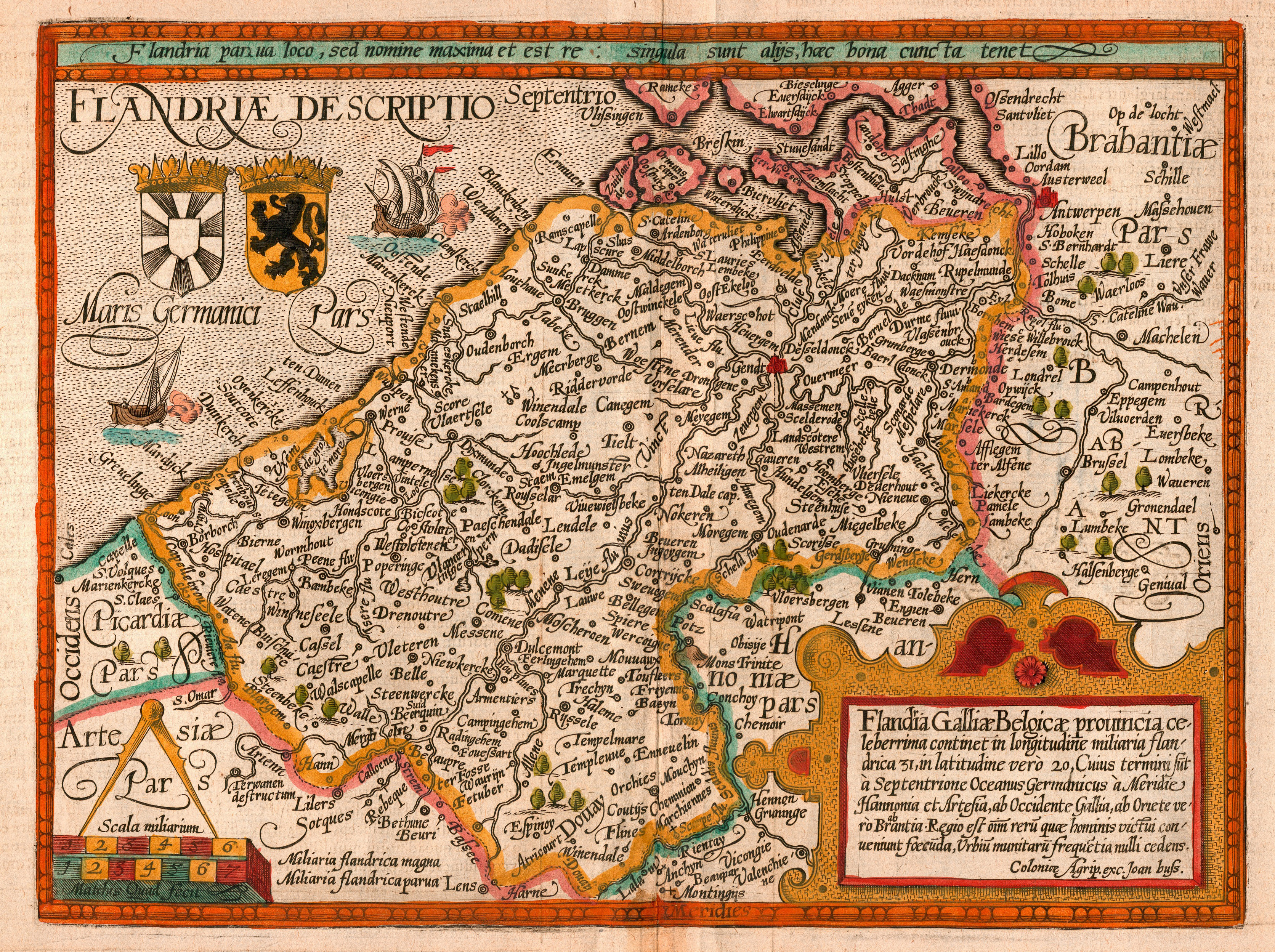
Carte du Comté de Flandre médiéval.

Les Flamands, environ 60 % de la population au début du XXIe siècle, forment un groupe clairement distinguable au sein de la Belgique, identifiés par leur langue et leurs coutumes, comunes à tous les Belges. Par contre, relativement aux Pays-Bas, la plupart des frontières culturelles et linguistiques ont disparu : les Flamands partagent avec les Néerlandais une même langue, des coutumes similaires ou identiques et (uniquement avec la partie sud des Pays-Bas) la religion traditionnelle.
Cependant, la perception populaire de former une seule nation varie considérablement, en fonction de la matière, de la localité et des antécédents personnels. Généralement, les Flamands vont rarement s'identifier comme étant Néerlandais et vice versa, en particulier au niveau national.

### Wallon (francophone)

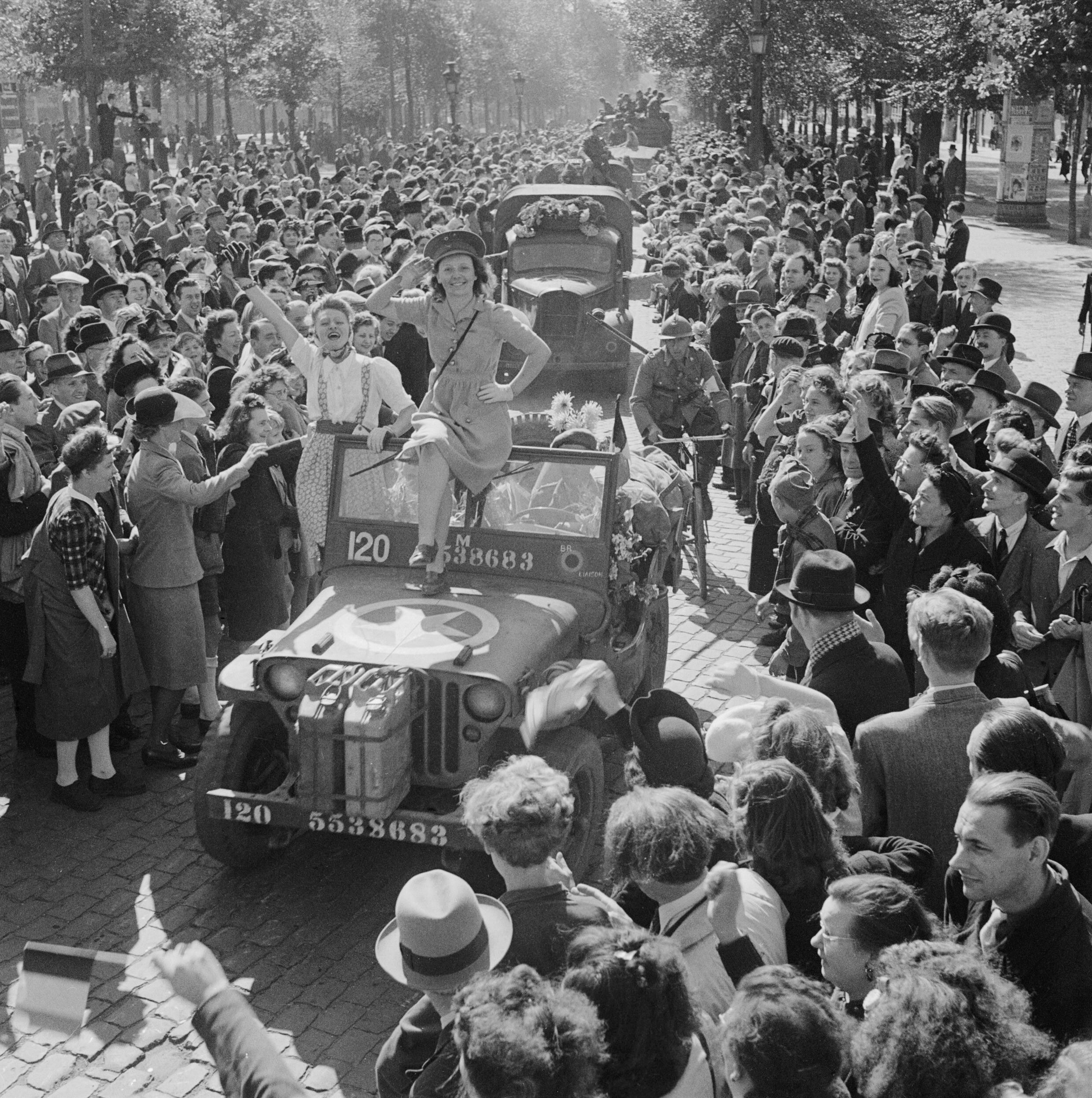
Foule en liesse saluant les troupes britanniques entrant dans Bruxelles, 1944.

Les Wallons sont un peuple francophone qui vit en Belgique, principalement en Wallonie. Les Wallons sont une communauté distinctive au sein de Belgique, ayant un lien historique et anthropologique fort (langue) avec le peuple français,. Plus généralement, le terme désigne également les habitants de la Région wallonne. Ils peuvent parler des langues régionales comme le wallon (avec le picard à l'Ouest et le gaumais dans le Sud).
Bien que près des trois quarts des francophones belges vivent en Wallonie, il est important de noter que les habitants francophones de Bruxelles ne sont pas, constitutionnellement et culturellement, Wallons.

### Communauté germanophone
La communauté germanophone de Belgique est l'une des trois communautés fédérales reconnues par la constitution de la Belgique. Couvrant une superficie de moins de 1 000 km2 dans la province de Liège en Wallonie, elle comprend neuf des onze communes des « cantons de l'Est » et la population locale compte plus de 73 000 habitants — moins de 1 % du total national. En bordure des Pays-Bas, de l’Allemagne et du Luxembourg, la région dispose de ses propres parlement et gouvernement à Eupen.
La communauté germanophone est composée de germanophones sur la partie du pays qui fut annexée de l'Allemagne en 1920. En outre, dans la Belgique actuelle, il y a aussi quelques autres régions germanophones qui appartenaient à la Belgique avant même 1920, mais ne sont pas actuellement considérées comme faisant officiellement partie de la communauté germanophone en Belgique : Plombières-Welkenraedt-Baelen dans le nord-est de la province de Liège et dans le Pays d'Arlon (ville d'Arlon et certains de ses villages voisins, dans le sud-est de la province du Luxembourg belge). Cependant, dans ces localités, la langue allemande est très menacée en raison de l'adoption du français.

## Religion
Le catholicisme a toujours été la religion principale de Belgique avec environ 65 % des Belges déclarant être catholiques. Toutefois, en 2004, à l'échelle nationale la fréquentation de l'église le dimanche n'était que d'environ 4 % à 8 % (9 % pour la Flandre). En 2006, une enquête en Flandre, longtemps considérée comme plus religieuse que Bruxelles ou que la Wallonie, a montré que 55 % de ses habitants se disent religieux, tandis que 36 % ont dit qu'ils croyaient que Dieu créa le monde. Il existe également une minorité protestante en Belgique qui date du temps de Guy de Brès, époque où ce qui est aujourd'hui la Belgique passa à la Réforme ; mais l'Inquisition chercha à les éradiquer et les protestants belges, qui à un moment donné constituaient la majorité du pays[réf. nécessaire], durent se reconvertir au catholicisme ou s'exiler, notamment aux Pays-Bas (il existe beaucoup d'églises wallonnes aux Pays-Bas), en Scandinavie ou en Afrique du sud ainsi qu'en Amérique. Actuellement on observe une nette montée des églises évangéliques en Belgique, comme dans d'autres pays du monde.

## Diaspora Belge
- Belgo-Américains
- Belgo-Brésiliens (en)
- Canadiens d'origine flamande (en)

## Belges notables
- Liste de Belges